# Östliche Vollbartmeerkatze
Die Östliche Vollbartmeerkatze (Allochrocebus lhoesti, Syn.: Cercopithecus lhoesti) ist eine Primatenart aus der Tribus der Meerkatzenartigen (Cercopithecini) innerhalb der Familie der Meerkatzenverwandten (Cercopithecidae).

## Merkmale
Das Fell dieser Art ist schwarzgrau gefärbt, auffälligstes Merkmal ist die namensgebende weiße Gesichtsbehaarung. Das Gesicht ist dunkel, die Augen orange gefärbt. Am Rücken haben sie eine bräunliche Fellzeichnung. Die Tiere erreichen eine Kopfrumpflänge von 45 bis 60 Zentimetern, eine Schwanzlänge von bis zu 75 Zentimetern und ein Durchschnittsgewicht von 7,5 Kilogramm bei Männchen und 4,3 Kilogramm bei Weibchen.

## Verbreitung und Lebensraum

Verbreitungsgebiet der Östlichen Vollbartmeerkatze

Östliche Vollbartmeerkatzen leben im Osten der Demokratischen Republik Kongo, in Uganda, Ruanda und Burundi. Ihr Lebensraum sind Wälder, sowohl höhergelegene trockene Gebirgswälder als auch feuchte Regenwälder.

## Lebensweise
Diese Tiere leben vorwiegend auf dem Boden, sie sind tagaktiv. Wie alle Meerkatzen leben sie in Gruppen. Die Gruppengröße beträgt 9 bis 25 Tiere, sie bestehen aus (meist) einem Männchen, mehreren Weibchen und den dazugehörigen Jungtieren. Östliche Vollbartmeerkatzen ernähren sich von Früchten, Blättern, Samen und Insekten.
Zu den Bedrohungen dieser Primaten zählen die Jagd, die Zerstörung ihres Lebensraums durch Waldrodungen, aber auch kriegerische Auseinandersetzungen in ihrem Verbreitungsgebiet. Die IUCN listet die  Art als gering gefährdet.

## Systematik
Die nächsten Verwandten der Östlichen Vollbartmeerkatze sind die Westliche Vollbartmeerkatze und die Sonnenschwanzmeerkatze. Gemeinsam bilden sie die Gattung Allochrocebus innerhalb der Tribus der Meerkatzenartigen (Cercopithecini).